# Soupe-Opéra
Soupe-Opéra est une émission de télévision française créée dans les années 1990. 
Dans chaque épisode d'une durée approximative de deux minutes, des fruits et légumes sortent d'un panier, bougent par eux-mêmes et se coupent afin de former des animaux ou des objets. Une fois formé, l'objet ou l'animal s'anime.
Le thème musical qui accompagne chaque épisode est composé de human beatbox.

## Technique
La technique employée est celle de l'animation en volume (stop motion).
- Auteurs réalisateurs :
  - Christophe Barrier
  - Frédéric Clémençon[1]
- Durée : 26x2' ou 104x20"
- Production : Marlou Films
- Musique : Garlo